# Język kembata
Język kembata – język afroazjatycki ze wschodniej gałęzi języków kuszyckich, ok. 606 tys. mówiących, używany w Etiopii w okolicach miasta Durame. Najbliżej spokrewniony z językiem alaba (zbieżność leksykalna wynosi ok. 80 procent). Typowy szyk zdania to SOV.